# Michel Warschawski

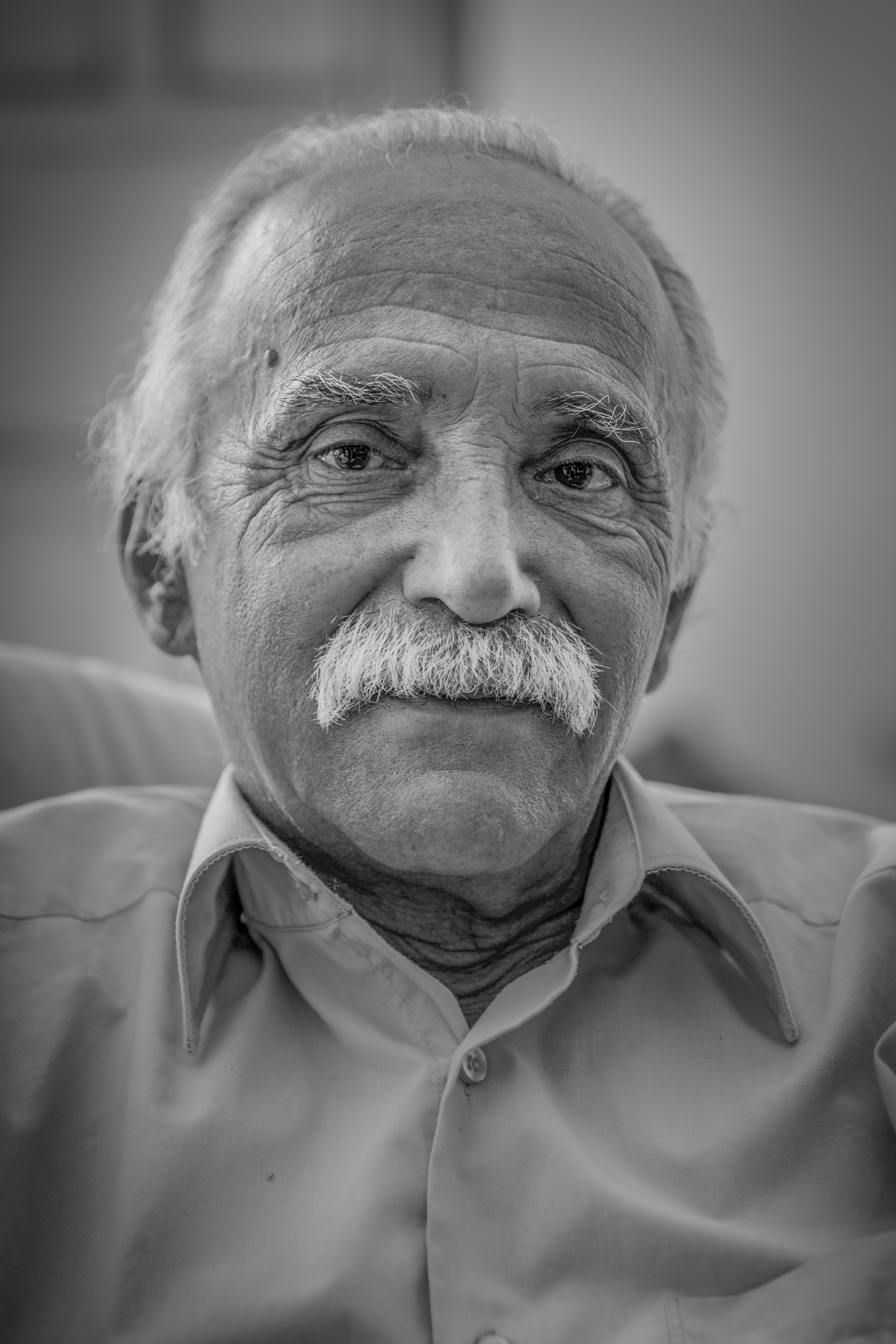
Michel Warschawski, 2014.

Michel Warschawski, también conocido como Mikado (en hebreo: מיכאל ורשבסקי‎; Estrasburgo, Francia, 1949), es un activista israelí, presidente del Centro de Información Alternativa. Es conocido por su militancia comunista y por sus posiciones políticas contrarias al sionismo.

## Biografía

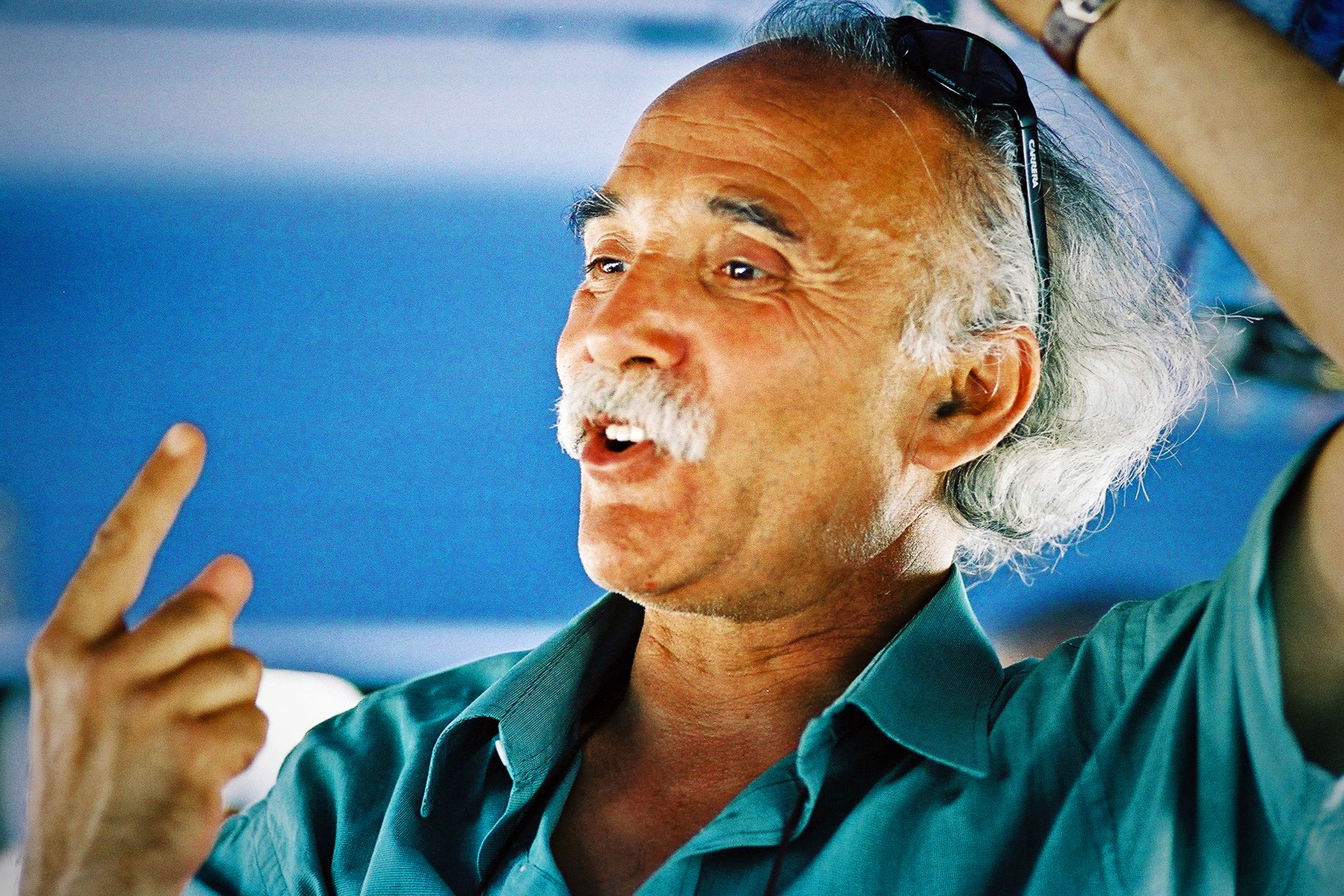
Michel Warschawski, 2005.

Hijo del gran rabino Max Warschawski, Michel Warschawski creció en Estrasburgo. A los 16 años decidió irse a Jerusalén, y allí hizo estudios talmúdicos. En 1967 comienza a militar en la hoy desaparecida organización trotskista y antisionista conocida como Matzpen. En 1984 crea el Centro de Información Alternativa (AIC), formado por israelíes y palestinos contrarios a la política israelí en la Franja de Gaza y Cisjordania. Cinco años más tarde será condenado a 20 meses de prisión por haber imprimido panfletos en apoyo al Frente Popular para la Liberación de Palestina –considerado una organización terrorista por los Estados Unidos, la Unión Europea, Canadá y el propio Israel– y tras su liberación ha continuado militando en la AIC. Ha dado también numerosas conferencias fuera de su país sobre la situación en Oriente Medio, algunas en colaboración con Dominique Vidal, del periódico Le Monde Diplomatique.
Warschawski es contrario a la existencia de Israel como Estado judío, y considera que la única solución al conflicto árabe-israelí es la creación de un único Estado en la Palestina histórica, que integre a árabes y judíos y que sea binacional y laico. Según Warschawski, hay que «salirse del dogma "un Estado, una cultura, un pueblo"» para construir un «Estado plural, donde vayan de la mano una ciudadanía compartida y el reconocimiento de identidades colectivas diversas». Piensa que en este proceso tendrá un importante papel la minoría árabe de Israel:

El Estado sigue siendo un Estado judío, con prácticas y estructuras discriminatorias, pero la minoría palestina ha pasado de una situación de atomización e invisibilidad a ser una minoría nacional que reivindica la igualdad ciudadana en un país que pretende ser judío pero también democrático.